# Kuća Čorak u Splitu
Kuća Čorak u Splitu, Hrvatska, na adresi Obala kneza Branimira 1, zaštićeno je kulturno dobro.

## Opis dobra
Stambeno-poslovna uglovnica na zapadnom dijelu splitske obale izgrađena je 1924. prema projektu Josipa Kodla. Pored arhitektonskih, ističe se i urbanističkim vrijednostima, posebice načinom na koji je konkavnim i terasastim uvlačenjem dijela pročelja iznad zaobljenog prizemlja, riješen ugao građevine. Zauzima istaknuto mjesto u ranom Kodlovom opusu odajući, u dekorativnosti i slikovitosti pročelja i razvedenosti krovišta, još uvijek utjecaje secesije kojih će se narednih godina postupno oslobađati, afirmirajući prvi u Splitu arhitekturu moderne.
Projektirao ju je poznati češko-hrvatski arhitekt iz Splita Josip Kodl. Dio njegova arhitektonskog opusa u Splitu iz 1920-ih godina. Njegove su građevine odisale dahom modernizma, avangarde, funkcionalizma i kubizma, a arhitektonske postavke od kojih nije odstupao jesu armiranobetonska konstrukcija, žbuka, ravni krov, kubističko oblikovanje, kolorizam.

## Zaštita
Pod oznakom Z-5816 zavedena je kao nepokretno kulturno dobro - pojedinačno, pravna statusa zaštićena kulturnog dobra, klasificiranog kao profana graditeljska baština odnosno stambeno-poslovne građevine.